# TOUR ザ・グッバイ
「TOUR ザ・グッバイ」（ツアー - ）は、SUPER BUTTER DOGのライブビデオ。

## 概要
2008年9月の日比谷野外音楽堂での解散ライブの模様を収録。
初回限定盤はフォトブックレット付き。

## 収録曲

### DISC1
1. オープニング
2. 犬にくわえさせろ
3. 真夜中のスーパー・フリーク
4. ゆっくりまわっていくようだ
5. FUNKY労働者
6. Yo!兄弟
7. O.K
8. 日々GO GO
9. This Y'all, That Y'all
10. 外出中
11. コード
12. 5秒前の午後
13. FUNKYウーロン茶
14. コミュニケーション・ブレイクダンス
15. 五十音
16. マッケンLO
17. セ・ツ・ナ

### DISC2
1. メロディーの毛布にくるまって
2. 終電まぎわのバンヂージャンプ
3. かけひきのジャッヂメント
4. ヒマワリ
5. まわれダイヤル
6. エ!?スネ毛
7. サヨナラCOLOR
8. あいのわ

特典映像
- サヨナラCOLOR PV(TOUR ザ・グッバイver.)
- ツアー・ドキュメント映像
初回限定盤のみ収録。